# Пьер, Барбара
Барбара Пьер (англ. Barbara Pierre; род. 28 апреля 1987, Порт-о-Пренс, Республика Гаити) — американская и гаитянская легкоатлетка, специализирующаяся в спринтерском беге. Чемпионка мира в помещении 2016 года в беге на 60 метров. Победительница Панамериканских игр в эстафете 4×100 метров (2015). Двукратная чемпионка США. Участница летних Олимпийских игр 2008 года.

## Биография
Появилась на свет на Гаити, на родине отца, но в детстве переехала вместе с матерью в американский Орландо, штат Флорида. Училась в местной школе Oak Ridge High School, где начала заниматься лёгкой атлетикой. В 2006 году поступила в Университет Сент-Огастин в Роли.
Участвовала в Олимпийских играх 2008 года в составе сборной Гаити. На дистанции 100 метров смогла дойти до четвертьфинала, где показала 31-е время и выбыла из борьбы.
С 2011 года стала выступать на международных соревнованиях за сборную США. Под новым флагом выиграла две серебряные медали на Панамериканских играх в мексиканской Гвадалахаре, в беге на 100 метров и эстафете 4×100 метров.
В 2013 году впервые в карьере пробежала стометровку быстрее 11 секунд: за летний сезон этот рубеж ей удалось разменять 5 раз и довести личный рекорд до 10,85. Однако с результатом 10,94 она осталась только пятой в финале национального первенства и отобралась на чемпионат мира лишь в качестве запасной.
На Панамериканских играх 2015 года стала чемпионкой в эстафете 4×100 метров и заняла третье место на дистанции 100 метров.
Зимой 2016 года повторила лучший результат мирового сезона в беге на 60 метров в победном финале чемпионата США — 7,00. На чемпионате мира в помещении неделю спустя Пьер опередила главного фаворита соревнований, Дафне Схипперс из Нидерландов, и выиграла золото с результатом 7,02.

## Основные результаты
| Год  | Турнир                     | Место проведения     | Дисциплина       | Место      | Результат |
| ---- | -------------------------- | -------------------- | ---------------- | ---------- | --------- |
| 2008 | Олимпийские игры           | Пекин, Китай         | 100 м            | 31-е (1/4) | 11,56     |
| 2011 | Панамериканские игры       | Гвадалахара, Мексика | 100 м            | 2-е        | 11,25     |
| 2011 | Панамериканские игры       | Гвадалахара, Мексика | эстафета 4×100 м | 2-е        | 43,10     |
| 2012 | Чемпионат мира в помещении | Стамбул, Турция      | 60 м             | 4-е        | 7,14      |
| 2015 | Панамериканские игры       | Торонто, Канада      | 100 м            | 3-е        | 11,01     |
| 2015 | Панамериканские игры       | Торонто, Канада      | эстафета 4×100 м | 1-е        | 42,58     |
| 2016 | Чемпионат мира в помещении | Портленд, США        | 60 м             | 1-е        | 7,02      |